# 8 Ball Bunny
8 Ball Bunny is een Amerikaanse Looney Tunes korte film uit 1950.

## Verhaal
Bugs Bunny ontdekt een verdwaalde pinguïn (wiens bijnaam "playboy" is) en helpt hem om via New Orleans, Martinique en het Panama-kanaal de Zuidpool te bereiken, terwijl zijn eigenlijke thuis in New Jersey is.

## Cast
| Acteur     | Personage  | Opmerkingen |
| ---------- | ---------- | ----------- |
| Mel Blanc  | Bugs Bunny | Stem        |
| Dave Barry | Bogart     | Stem        |